# Zea (Venezuela)
Zea is een gemeente in de Venezolaanse staat Mérida. De gemeente telt 9600 inwoners. De hoofdplaats is Zea.